# 朱荣 (武进伯)
朱榮（1359年—1425年），字仲華，中書省益都路沂州（今山東省臨沂縣）人，明朝政治人物。武進伯。

## 生平
洪武十四年，其以總旗跟从西平侯沐英征讨雲南。累官至副千戶。守大寧，后降於明成祖。后襲孙霖於滑口，圍定州，斷中央軍餉道，大小二十余戰，論功授都督僉事。永乐四年，跟从新城侯張輔征交阯，破雞陵關，會沐晟於白鶴。张辅等議於嘉林江上流濟師，遣朱榮陣下流十八裏，日增其數以惑賊。又作舟筏為欲濟狀，以牽制越南部队。大軍進克多邦城，朱榮功為多。帝以榮嘗怠事，師還論功，僅擢右都督，賜白金鈔幣。七年復從张辅平定叛乱。
次年，督右掖，跟从朱棣北征阿魯臺，與劉榮並進左都督。十二年復從北征，與刘榮俱為前鋒。其冬充總兵官，鎮大同。修忙牛嶺、兔毛河、赤山、榆楊口、來勝諸城。三年后被召还。永乐十八年，代劉榮鎮遼東，后再次北征，并任前锋，击破兀良哈。班师后，进封武進伯，祿千二百石，仍鎮遼東。二十二年，復從北征。洪熙元年，佩征虜前將軍印，鎮如故。其年七月卒於鎮。贈侯，謚忠靖。

## 后代
其子朱冕嗣伯，后镇守山西。宣德六年，命輸餉獨石。正统四年，佩征西將軍印，鎮大同。正统十四年，跟从明英宗北征，戰於陽和阵亡。謚忠愨。子瑛嗣。傳爵至明亡。